# 성철로
성철로(性徹路, Seongcheol-ro)는 경상남도 산청군 단성면에서 진주시 명석면을 이어주는 도로이다. 도로 이름은 경상남도 산청군 출신의 승려인 성철에서 유래되었다.

## 주요 경유지
경상남도
- 산청군 (단성면) - 진주시 (명석면)

## 노선
| 이름        | 접속 노선                  | 소재지 | 소재지 | 비고 |
| ----------- | -------------------------- | ------ | ------ | ---- |
| (이름없음)  | 국도 제20호선 (지리산대로) | 산청군 | 단성면 |      |
| 묵곡교      |                            | 산청군 | 단성면 |      |
| (이름없음)  | 성철로102번길              | 산청군 | 단성면 |      |
| 외율 교차로 | 국도 제3호선 (진주대로)    | 진주시 | 명석면 |      |